# Gigi Simeoni
Luigi Simeoni, también conocido como Gigi Simeoni o con su seudónimo Sime (Brescia, Italia, 4 de septiembre de 1967) es un guionista y dibujante de cómic italiano.

## Biografía
Empezó a trabajar en el sector publicitario, para luego pasar a crear historietas grotescas como Zompi, Dr Jekill & Mrs Hyde e il Lupo Mannaggia para la editorial Acme/Macchia Nera. Posteriormente, colaboró con Franco Bonvicini (Bonvi), publicando el personaje cómico de Mac Murphy en Nick Carter. Al mismo tiempo se desempeñó también como autor realista, trabajando para Lazarus Ledd de la editorial Star Comics y para L'Intrepido de la Universo. Con otros jónenes autores brescianos creó la serie de  terror-policíaca Full Moon Project y la cyberpunk Hammer.
En 1995, pasó a trabajar para la casa Bonelli, inicialmente como dibujante y luego como autor completo, tratando con géneros diferentes, como la series de ciencia ficción Gregory Hunter, Nathan Never y Brendon, las colecciones Romanzi a fumetti Bonelli y Le Storie, el cómic de terror Dylan Dog, el cómic histórico y de aventuras Volto Nascosto y el wéstern clásico Tex.